# Bolszoje Pole (obwód niżnonowogrodzki)
Bolszoje Pole (ros. Большое Поле) – wieś (sieło) w Rosji, w obwodzie niżnonowogrodzkim, w rejonie woskriesieńskim. W 2010 liczyła 220 mieszkańców.